# Бассейн в Лондоне
«Бассейн в Лондоне», более точный перевод названия «Лондонский Пул» (англ. Pool of London) — британский фильм нуар режиссёра Бэзила Дирдена, который вышел на экраны в 1951 году.
Действие картины происходит в течение трёх дней в послевоенном Лондоне. Фильм рассказывает о двух друзьях-моряках — бойком, уверенном в себе Дэне Макдональде (Бонар Коллеано) и темнокожем, скромном Джонни Ламберте (Эрл Камерон), судно которых «Данбар» швартуется в Лондонском пуле поблизости от Тауэрского моста. Дэн, который промышляет мелкой контрабандой, знакомится в театре варьете с акробатом Чарльзом Верноном (Макс Адриан), который предлагает ему вывезти из страны контрабандный товар, обещая щедрый гонорар. Затем в театре Дэн бьёт швейцара, который допустил расистские высказывания в адрес Джонни. Там же Джонни знакомится с привлекательной кассиршей кабаре Пэт (Сьюзан Шоу), с которой проводит в городе чудесный день. Вечером Вернон с группой гангстеров грабит офис торговой компании, похищая партию бриллиантов, которую Дэн, не зная об этом, должен перевезти в Роттердам. При ограблении гибнет охранник, о чём вскоре сообщают средства массовой информации. О том, что бриллианты у Дэна, узнаёт его подружка Мэйзи (Мойра Листер), а также её сестра Памела (Джоан Даулинг), которая сообщает об этом в полицию. На Дэна начинают охоту как гангстеры, так и полиция, что сопровождается погонями и стрельбой. В итоге бандитов ловят, но Дэну удаётся сбежать. Он сближается с Сэлли (Рене Эшерсон), которая советует ему рассказать обо всём полиции и обещает ждать его. Дэн забирает бриллианты у Джонни и сдаётся полиции, а Джонни отплывает на борту корабля в очередной рейс.
Это один из первых британских фильмов, в котором показаны межрасовые отношения. Несмотря на некоторые проблемы с сюжетом, фильм получил высокие оценки критиков за великолепную режиссёрскую работу, высокий темп и стремительный монтаж, потрясающую операторскую работу с натурными съёмками в Лондоне, а также отличную актёрскую игру.

## Сюжет
В пятницу после полудня торговое судно «Данбар» пришвартовывается в доках Лондонского Пула недалеко от Тауэрского моста. Экипаж судна, включая моряков Дэна Макдональда (Бонар Коллеано), его друга, темнокожего Джонни Ламберта (Эрл Камерон), и Гарри (Лесли Филлипс), готовится пройти таможенный досмотр, прежде чем отправиться в увольнительную на берег. Таможенная служба во главе с офицером Эндрюсом (Майкл Голден) подвергает всех тщательному личному досмотру, обнаруживая у многих мелкую контрабанду — сигареты, алкоголь и нейлоновые чулки. По просьбе Дэна некурящий Джонни проносит через таможню несколько пачек сигарет. Они направляются в бар, а затем в театр варьете Camberwell Palace. Оставив Джонни у касс, Дэн проходит в зал, где сдаёт знакомому торгашу Майку (Кристофер Хьюлетт) привезённые им сигареты. Затем Майк знакомит Дэна с эстрадным акробатом Чарли Верноном (Макс Адриан), который предлагает ему заработать крупную сумму на контрабанде. Тем временем билетёрша театра Пэт (Сьюзан Шоу), уходя домой, приоткрывает для Джонни дверцу в зал, чтобы тот смог посмотреть шоу. В этот момент выскакивает швейцар, который оскорбляет Джонни на расовой почве и выгоняет его из театра. Появляется Дэн, который за оскорбление друга бьёт швейцара по физиономии, и Пэт поддерживает его. Дэн отправляется по своим делам, а Джонни и Пэт заходят в кафе, где быстро сближаются. Джонни провожает её до дома и они договариваются встретиться на следующий день. Дэн же встречается со своей наглой, бесцеремонной подружкой Мэйзи (Мойра Листер), которая требует от него подарки. Тем же вечером Вернон встречается с тремя бандитами, составляя план ограбления и договариваясь о дележе прибыли, при этом доля Вернона, который подготовил весь план и должен осуществить его самую опасную часть, составит 45 %.
В субботу утром Дэн приходит в офис порта, передавая работающей там Сэлли (Рене Эшерзон) письмо от Гарри, в котором тот извиняется, что вчера не смог с ней встретиться. На борту корабля Дэн даёт Джонни пару нейлоновых чулок. Когда они покидают корабль, таможенники, зная Дэна, обыскивают его и конфискуют у него нейлоновые чулки, в то время, как Джонни проходит таможню без проблем. Когда после этого инцидента капитан запрещает Дэну спускаться на берег, он просит Джонни сходить вместо него на встречу с Верноном, но акробат отказывается разговаривать с незнакомым человеком. Джонни договаривается о встрече с Пэт вечером. Позднее Дэн сбегает с корабля и встречается с Верноном, который обещает ему аванс 50 фунтов за вывоз товара, и ещё 50 фунтов при передаче товара в Роттердаме. Затем Дэн ведёт Джонни и Пэт на танцы в клуб, где знакомит их с Мэйзи. Когда та узнаёт, что Джонни подарил своей девушке чулки, а он нет, Мэйзи даёт Дэну пощёчину и уходит. На прощанье она отпускает пару неприятных замечаний в адрес Пэт и Джонни, которого за цвет кожи называет «грязнулей». Дэн отправляется в город, где случайно встречает Сэлли, которую опять обманул Гарри. Они выпивают, танцуют и проводят вечер вместе, Дэн остаётся на ночь у неё дома. Джонни и Пэт гуляют по городу. Он переживает, что подвёл с чулками Дэна, называя его своим лучшим другом. Джонни также говорит, что это его последний рейс. Он накопил немного денег, чтобы вернуться домой на Ямайку, где собирается пойти учиться.
В воскресенье на борту корабля Дэн, опасаясь повышенного внимания таможни, просит Джонни тайно пронести вечером небольшую посылку на борт корабля, и Джонни без колебаний соглашается. Пэт и Джонни проводят день в городе — посещают Национальный морской музей и Гринвичскую обсерваторию, затем поднимаются на купол Собора Святого Павла, осматривая город. Тем временем бандиты угоняют автомобиль, а Вернон по крышам пробирается к зданию, где расположена торговая компания. Спрыгнув с купольной крыши вниз, он вырубает охранника, забирает у него ключи и впускает сообщников через главный вход. Они начинают взламывать сейф с помощью автогена. Когда срабатывает сигнализация, патрульный полицейский на улице срочно связывается с участком, и к зданию немедленно выезжает полицейская машина. В то время, как остальные бандиты пытаются скрыться на автомобиле, Вернон берёт одну упаковку с бриллиантами и пытается уйти через крышу. Когда на пути у него встаёт охранник, Вернон толкает его, и тот сильно бьётся головой о мраморный пол. Полиция начинает преследование банды, и в итоге догоняет их около причала, где те сталкивают машину в воду. Тем временем в условленном месте в Соборе Святого Павла Вернон передаёт упаковку Дэну. Полиция начинает интенсивные поиски, задерживая всех известных грабителей, а также осматривая затопленную машину. Дэн приходит домой к Мэйзи, прося прощение за чулки. Увидев у него коробочку, Мэйзи открывает её, обнаруживая там бриллианты. Дэн объясняет, что эту посылку ему передал знакомый для переправки в Роттердам. Их разговор слышит через стену Памела (Джоан Даулинг), сестра Мэйзи. Мэйзи рассказывает Дэну, что по радио передали сообщение о том, что из офиса компании были похищены бриллианты на 20 тысяч фунтов и при этом был убит охранник. Она прячет бриллианты в баночку с кремом и инструктирует Дэна, чтобы тот передал эту баночку Джонни. Дэн не хочет этого делать, чтобы не подставлять Джонни в ограблении с убийством. После ухода Дэна Памела наскакивает на сестру с требованием поделиться с ней, и между ними начинается драка. Драка выходит на улицу, и уличный полицейский разнимает женщин, отправляя Памелу в участок. Там детективы быстро выясняют, что бриллианты принёс моряк с корабля «Данбар», хотя имени его Памела не знает. Дэн передаёт банку Джонни, который после прощания с Пэт направляется на корабль. Однако к этому моменту полиция откладывает отплытие корабля на 12 часов, чтобы провести тщательный обыск. Джонни направляется к варьете, где работает Пэт, но, увидев, как она весело проводит время в незнакомой компании, разворачивается и уходит. В порту трое бандитов ловят Дэна, который заявляет, что передал бриллианты Джонни. Когда они сажают его в машину и увозят, полиция замечает их, и начинается погоня. Дэн, которому угрожают оружием, устраивает в салоне автомобиля драку. В результате бандиты, уходя от столкновения, врезаются в стену. Водитель погибает, а Дэн, вырвавшись из рук бандитов, убегает по высокому мосту, но Вернон ранит его в руку. Дэн ныряет в реку, а затем забирается на случайную баржу, на борту которой выбирается из города. Тем временем полиция ловит двоих бандитов, но Вернону удаётся убежать по крышам домов. Когда его окружают со всех сторон, он пытается спрыгнуть с большой высоты, но срывается и разбивается насмерть. Отплыв на приличное расстояние, Дэн добирается до берега, а затем на попутной машине возвращается в город. В портовом пабе он видит, что его повсюду ищет полиция. Он хочет спрятаться у Мэйзи, но та не пускает его, и тогда он направляется к Сэлли. Та соглашается помочь ему, но настаивает на том, чтобы он сам сдался полиции, и в таком случае она обещает ждать его. Тем временем расстроенный Джонни заходит в паб, где местные воры напаивают его и забирают все его деньги, правда, по незнанию оставляют баночку с бриллиантами. В ярости он набрасывается на бармена, но тот выкидывает его на улицу. Джонни бредёт в направлении порта. Около корабля его встречает Дэн, забирая у него баночку с бриллиантами. Чтобы побыстрее избавиться от Джонни, которого уже ищет полиция, Дэн говорит, что использовал его. После этого Джонни разворачивается и садится на корабль, а Дэн сдаётся полиции. Корабль с Джонни на борту отплывает из порта.

## В ролях
- Бонар Коллеано — Дэн Макдональд
- Эрл Камерон — Джонни Ламберт
- Сьюзан Шоу — Пэт
- Рене Эшерсон — Сэлли
- Мойра Листер — Мэйзи
- Макс Эдриан — Чарли Вернон
- Джоан Даулинг — Памела
- Джеймс Робертсон Джастис — офицер машинного отделения Троттер
- Майкл Голден — офицер таможни Эндрюс
- Джон Лонгден — детектив инспектор Уильямс
- Альфи Бэсс — Альф
- Кристофер Хьюетт — Майк
- Лесли Филлипс — Гарри
- Иэн Бэннен — работник автомастерской
- Джордж Бенсон — Джордж

## История создания и проката фильма
Как пишет историк кино Реймонд Бенсон, знаменитый Лондонский Пул — это судоходный порт на Темзе, который простирается от Лондонского моста до Биллингсгейта (англ. Billingsgate) в южной части города. «Когда-то в этом месте процветала преступная деятельность, в основном контрабанда. Это идеальное место для съёмок фильма в стиле нуар, особенно учитывая послевоенную тоску, которая все еще царила в этом районе, когда снимался фильм. Эта суровая обстановка послужила основой для создания фильма, и оператор Гордон Дайнс снял большую часть фильма на натуре».
Натурные съёмки фильма проводились в таких памятных лондонских местах, как Тауэрский мост, Собор Святого Павла, Саутваркский собор, туннель Rotherhithe и мост Блэкфрайарс.
Фильм снят студией Ealing Studios, выпущен компанией General Film Distributors.
Это первый британский фильм, в котором показан межрасовый роман. Исполнитель роли темнокожего моряка, популярный впоследствии актёр Эрл Кэмерон скончался 3 июля 2020 года в своём доме в Кенилворте (англ. Kenilworth), Англия, в возрасте 102 лет.
Британская премьера фильма состоялась в Лондоне 22 февраля 1951 года, в США фильм впервые был показан в Нью-Йорке 27 ноября 1951 года.

## Оценка фильма критикой
По мнению обозревателя «Нью-Йорк Таймс» Босли Краузера, «в этой суровой и мрачной мелодраме есть волнение и саспенс… Чёткое развитие действия и операторская работа подчёркивают реализм происходящего, фильм сделан с ароматом портовой жизни, салунов и дешёвых мюзик-холлов, а также движения и энергии хорошо выстроенной мелодрамы, которая особенно сильна в сценах погони». Как отмечает критик, «экшн нарастает постепенно благодаря режиссуре, сценарию и отличной игре Бонара Коллеано, который лучше всего проявляет себя, когда напуган и находится в бегах. С другой стороны, игра Эрла Камерона и Сьюзан Шоу не способствует возникновению ощущения зарождающегося романа между чернокожим моряком и девушкой, который смотрится довольно искусственно». Между тем, «несколько других исполнителей придают фильму колорит и разнообразие, который, хотя и не отличается оригинальностью, является интересным и имеет привкус большого морского порта».
Как пишет кинокритик Карл Дэниелс, эта «ода Бэзила Дирдена лондонским докам 1950-х годов очаровательна и мрачна, как река: это история об ограблении в стиле нуар, щедро приправленная легендами о запретной любви и необузданной страсти. История с ограблением хорошо проработана и полна саспенса». Самым поразительным аспектом фильма, по мнению Дэниелса, является то, что Дирден «пытается проникнуть в расовую политику, впервые демонстрируя межрасовые отношения в британском фильме, хотя и действует при этом в рамках установленных табу». Хотя «Джонни и Пэт демонстрируют все признаки влюбленной пары, но физический контакт между ними минимален, и о романтическом сближении не идёт и речи. Общественные нравы того времени требовали, чтобы их страсть не была бы удовлетворена». Как далее отмечает Дэниелс, «Эрл Камерон в своей первой роли в кино демонстрирует поразительный диапазон от непонятого аутсайдера до потенциального любовника и пьяного дебошира. Это необычайно впечатляющая игра, возможно, лучшая из его работ». Девять лет спустя Дирден вновь обратился к проблеме межрасовых отношений в противоречивом и глубоко волнующем фильме «Сапфир» (1959), в котором Кэмерон также сыграл главную роль.
Современный кинокритик Дерек Виннерт назвал фильм «мастерски сделанной криминальной драмой, снятой в популярном в то время реалистическом стиле». Виннерт полагает, что в самой «криминальной истории, к сожалению, нет ничего необычного или особенного. Однако центральная роль ямайского персонажа и межрасовые отношения делают этот фильм новаторским». Кроме того, режиссёр очень удачно использует съёмки в лондонских доках, где выдающуюся операторскую работу демонстрирует Гордон Дайнс. Обращает на себя внимание также «очень интересный и крепкий актёрский состав, который играет потрясающе».
Как отмечает историк кино Реймонд Бенсон, этот «британский нуар более реалистичен, чем американские нуары, черпая вдохновение в натурализме итальянского неореализма». И он, «конечно, менее театрален и наигран. Тем не менее, британский нуар везде содержит признаки нуара — это чёрно-белая экспрессионистская операторская работа, циничные и жёсткие персонажи, роковые женщины, жестокость и, конечно же, преступление». По мнению Бенсона, «это напряженный, увлекательный фильм, который быстро создает настроение и ощущение места, удерживая зрителя в плену почти на 90 минут. Музыка Джона Эддисона тонкая и сдержанная, но в то же время в ней есть запоминающийся оркестровый рифф, который остается со зрителем и после окончания фильма. Режиссура Дирдена напоминает нуарную режиссуру американца Энтони Манна».